# Zawiszyce
Zawiszyce (niem. Sabschütz)– wieś w Polsce, położona w województwie opolskim, w powiecie głubczyckim, w gminie Głubczyce.
W latach 1975–1998 miejscowość administracyjnie należała do ówczesnego województwa opolskiego.
Leży na terenie Nadleśnictwa Prudnik (obręb Prudnik).
| SIMC    | Nazwa       | Rodzaj     |
| ------- | ----------- | ---------- |
| 0494574 | Studzienica | przysiółek |

## Zabytki
Do wojewódzkiego rejestru zabytków wpisany jest:
- dom nr 39, z poł. XIX w.

## Ludzie urodzeni w Zawiszycach
- Chryzogon Reisch (1870–1923), historyk, gwardian klasztoru franciszkanów w Prudniku

## Galeria

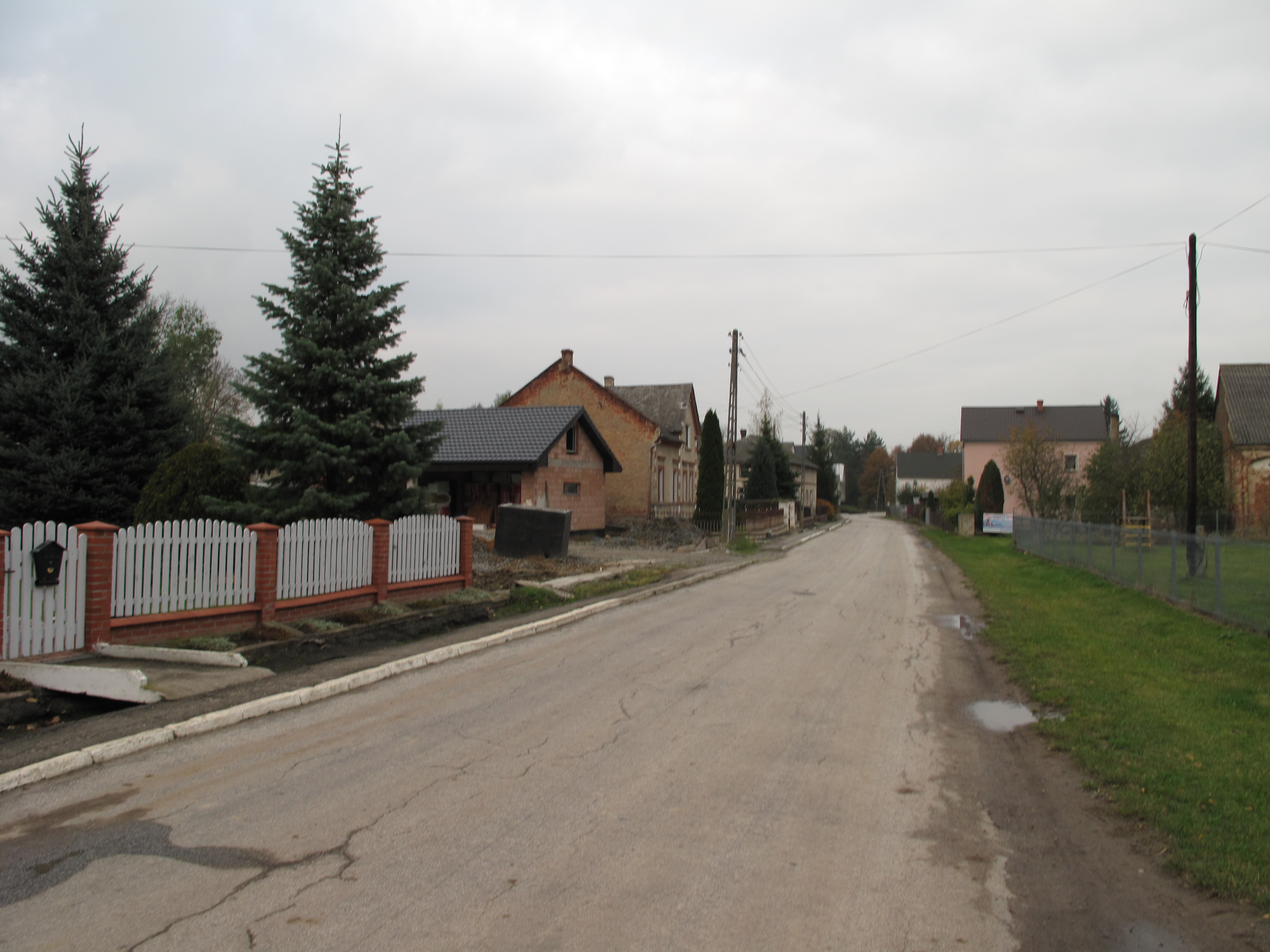
Ulica
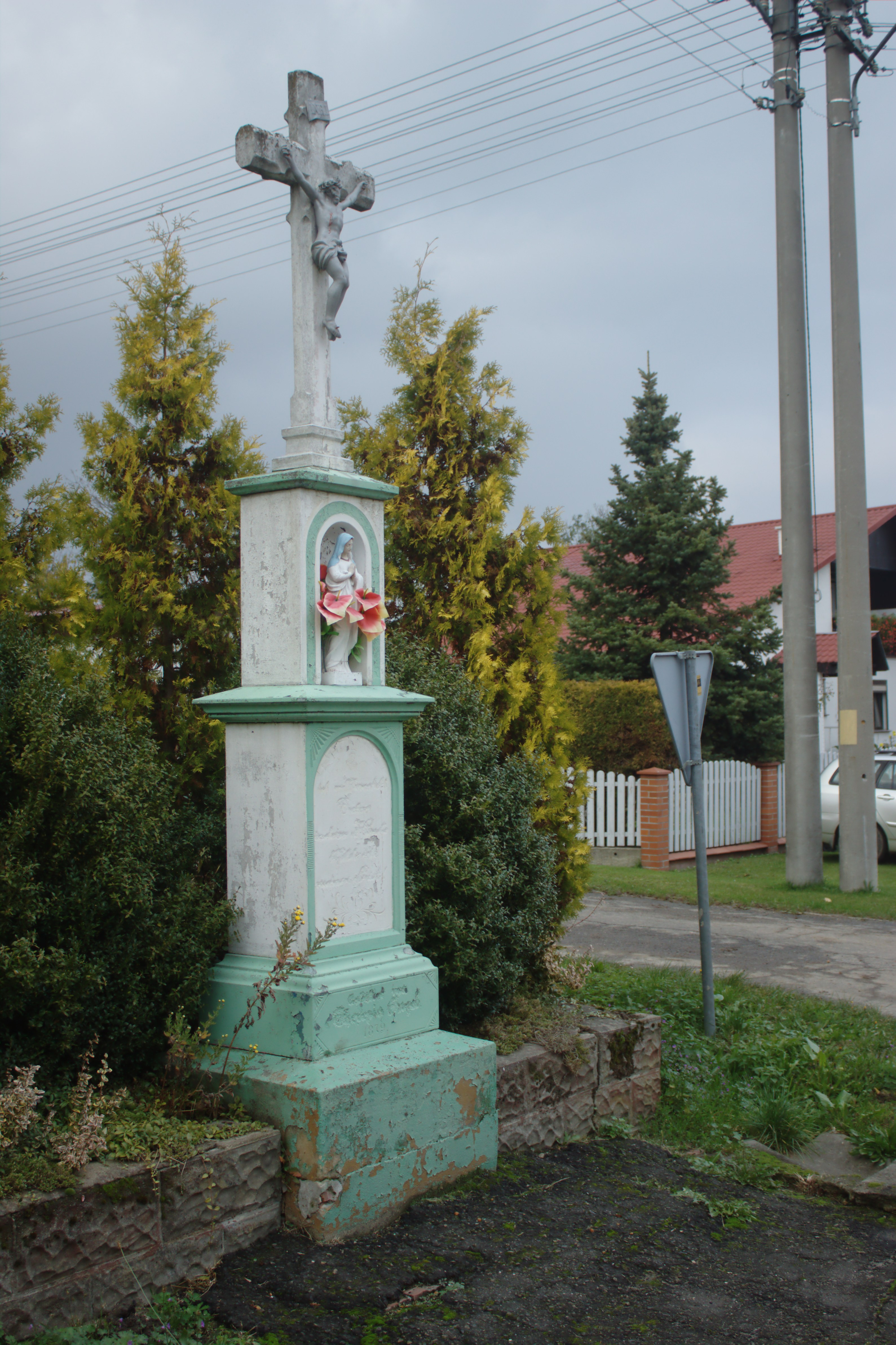
Krzyż
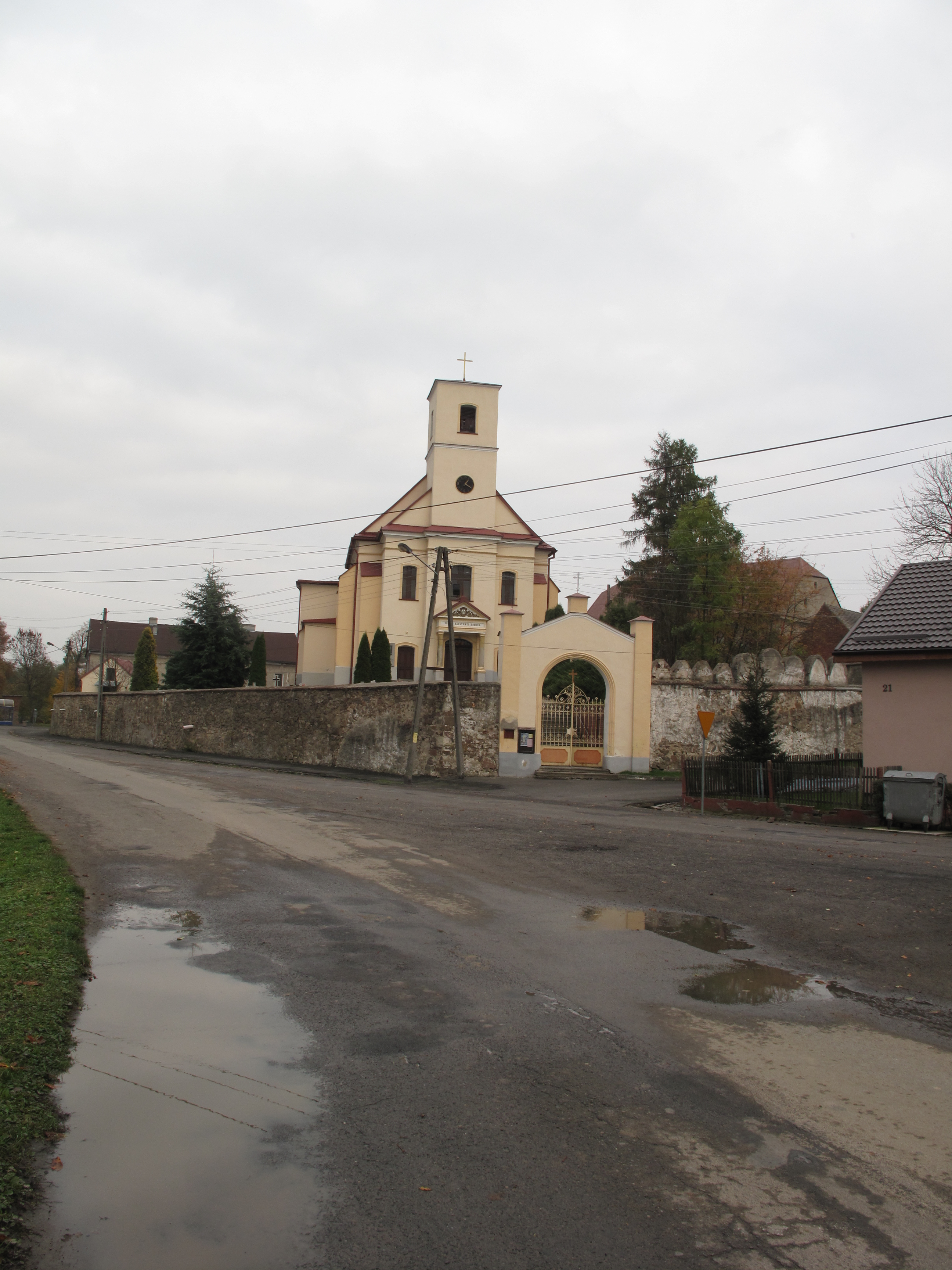
Kościół św. Marii Magdaleny